# رميز جنيد
رميز جنيد (بالإنجليزية: Rameez Junaid)‏ مواليد 25 مايو 1981 في باكستان، هو لاعب كرة مضرب أسترالي يلعب باليد اليمنى. أعلى تصنيف له في الفردي كان المركز الـ 293 في سنة 2008. فاز ببطولة الدار البيضاء للتنس في 2015 مع عادل شاماسدين.

## روابط خارجية
- رميز جنيد على موقع رابطة محترفي التنس (الإنجليزية)
- رميز جنيد على موقع الاتحاد الدولي لكرة المضرب (الإنجليزية)
- رميز جنيد على موقع اتحاد التنس الأسترالي (الإنجليزية)
- رميز جنيد على موقع خلاصة التنس.كوم (الإنجليزية)
- رميز جنيد على موقع إي إس بي إن.كوم (الإنجليزية)